# Líubomir Mitsich
Líubomir Mitsich ou, como grafado em língua sérvia Ljubomir Micić ou, no alfabeto cirílico Љубомир Мицић (Jastrebarsko, Condado de Zagreb, atual Croácia, 1895 - Kačarevo, atual Sérvia, Província Autônoma de Voivodina, 1971), foi um poeta e editor de ascendência e língua sérvia, fundador de uma revista vanguardista em Zagreb e Belgrado, chamada Zenit, que seria editada de 1921 a 1943 e que daria origem ao movimento artístico chamado Zenitismo, considerado por Aleksandar Jovanovic uma variação do expressionismo, com uma tendência "cósmica e abstrata", mas que, segundo Irina Subotic seria um movimento de múltiplas influências como, além do próprio expressionismo o futurismo, o dadaísmo, o surrealismo, o construtivismo e também tendências sociais.

## Vida
Desde cedo demonstrou interesse pelas artes, tendo o primeiro contato com o cinema, circo e o teatro itinerante quando frequentava a escola primária em Glina, pequena cidade da Croácia central, época em que escreveu uma peça de teatro, a qual seria posteriormente queimada. Na adolescência organizava recitais de poesia. O movimento zenitista teve um manifesto, o Manifesto Internacional do Zenitismo (junho de 1921)O Manifesto do Zenitista de Junho de 1921 que proclamava ideais humanistas e antibélicos, e apelava pela criação de uma nova e unida Europa e seria seguido por um pequeno número de jovens artistas, embora a sua revista contasse com muitos colaboradores internacionais de peso, como Vasíli Kandinsky, Alexander Blok, Pablo Picasso e El Lissitzky, entre outros.
Em Berlim, Mitsich, com sua esposa Anuska foi apresentado a editores de  revistas literárias e artísticas, como Herwarth Walden e El Lissitzky, que editaria dois números da revista Zenit na Rússia. Em dezembro de 1926 com seu irmão Branko Ve Poljanski, poeta e editor de uma revista futurista-expressionista que precedeu o trabalho de  Mitsich, organizou manifestações políticas e culturais contra a poeta indiano e filósofo Rabindranath Tagore durante sua visita a Belgrado.
Sua revista foi proibida quando alcançou o número 43, também em 1926, o qual seria sua última edição, em função de um texto de orientação marxista publicado nela. Posteriormente, foi acusado de divulgação propaganda comunista e conclamação indireta aos cidadãos para usar a força para a mudança revolucionária da ordem social, seguindo o sucesso da Revolução Russa.
Essas acusações políticas forçaram o poeta a deixar Belgrado durante a noite de 15 para 16 de dezembro de 1926, fugindo através de Zagreb e Susak, uma ilha ao norte do Adriático, na costa da Croácia, para Rijeka, onde foi preso no dia 17 de dezembro. Continuou preso até 23 de dezembro, sendo libertado graças à intervenção de F. T. Marinetti, conseguindo autorização para se exilar em Paris no dia 14 de janeiro. Enquanto aguardava permissão para deixar Rijeka, se encontrou com Luigi Pirandello e com sua esposa Anuska que teria trazido inúmeras obras de arte que Mitsich transferiria para a França, país onde se exilou por 9 anos (1927 -1936). Naturalmente, ele iria envolver-se com artistas e intelectuais na efervescente Paris, tais como Tristan Tzara, até voltar a belgrado, em 1936, onde reiniciou sua atividade de editor. A partir da Segunda Guerra Mundial não participou mais da vida cultural de seu país, a extinta Iugoslávia.
Mitsich morreu em um lar de idosos em Kačarevu, cidade situada em Voivodina, em 14 de junho de 1971 com o diagnóstico de pneumonia. Ele foi enterrado ao lado de sua esposa Anuska, em Belgrado, à custa de dois jovens amigos que se importavam com ele e com quem ele passou suas últimas horas.

## Posteridade
O interesse pela obra de Mitsich reviveu durante os anos sessenta e tem aumentado com uma nova onda de pesquisas da vanguarda européia dos anos vinte. Desde então uma série de livros, estudos e textos, várias exposições, vários filmes e séries de televisão a respeito do poeta foram produzidas. Aos poucos, o significado e o valor de Mitsich como escritor, crítico, editor de revistas e livros, incentivador, criador e propagador das novas e radicais tendências literárias e artísticas, foi estabelecido.
Considerado um dos poetas sérvios mais importantes do período após a Primeira Guerra Mundial, seu trabalho ainda incentiva as novas gerações.